# Начальник Генерального штабу (Білорусь)

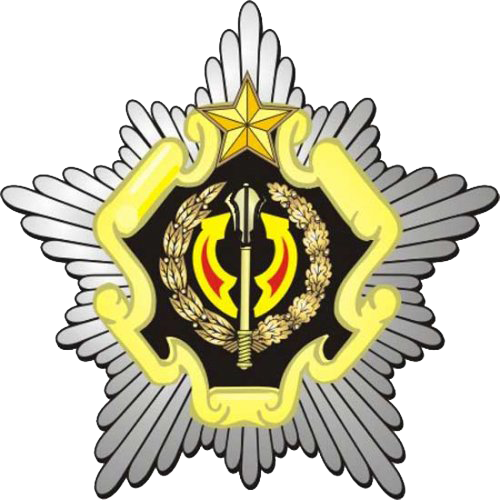
Емблема Генерального штабу Білорусі

Нача́льник Генера́льного шта́бу Збройних сил Республіки Білорусь — перший заступник Міністра оборони, якого призначає і звільняє з посади Президент Республіки Білорусь за поданням Міністра оборони.
Начальник Генерального штабу підпорядковуеться міністру оборони і несе персональну відповідальність за виконання завдань, покладених на Генеральний штаб.
Начальник Генерального штабу є головнокомандувачем Збройних сил Білорусі, а при забезпеченні Генеральним штабом у воєнний час за дорученням Президента Республіки Білорусь стратегічного управління військовою організацією держави — старшим начальником для особового складу інших військ і військових формувань.

## Посадові обов'язки
- здійснює керівництво Генеральним штабом і організовує його роботу;
- здійснює оперативне управління Збройними Силами;
- організовує в установленому порядку переведення Збройних Сил з мирного на воєнний час;
- організовує перевірки бойової і мобілізаційної готовності у Збройних Силах;
- здійснює керівництво бойовим чергуванням в Збройних Силах і контроль за виконанням його завдань;
- здійснює контроль за дотриманням законодавства Республіки Білорусь в Збройних Силах;
- організовує оперативну і мобілізаційну підготовку в Збройних Силах, керує забезпеченням їх бойової і мобілізаційної готовності до виконання завдань із забезпечення військової безпеки і збройного захисту Республіки Білорусь, її суверенітету, незалежності і територіальної цілісності;
- видає в межах своєї компетенції накази і директиви, віддає вказівки, організовує і перевіряє їх виконання. При виконанні вказівок Міністра оборони віддає накази від його імені;
- бере участь у проведенні кадрової політики, спрямованої на комплектування Збройних Сил кваліфікованими фахівцями, в межах своїх повноважень забезпечує їх підбір, розстановку і професійне навчання;
- розподіляє обов'язки між своїми заступниками, визначає обов'язки начальників структурних підрозділів Генерального штабу;
- затверджує положення про структурні підрозділи Генерального штабу;
- діє без довіреності від імені Генерального штабу, представляє його інтереси в державних органах та інших організаціях, розпоряджається в установленому порядку його засобами і закріпленим за ним майном, видає довіреності на представлення інтересів Генерального штабу;
- видає в установленому порядку в межах своєї компетенції накази, обов'язкові для виконання органами державного управління, місцевими виконавчими і розпорядчими органами та іншими організаціями, і організовує перевірки їх виконання;
- здійснює інші повноваження відповідно до законодавчих актів Республіки Білорусь.

## Начальники Головного штабу
- генерал-лейтенант Чуркін Миколай Павлович(інші мови) (1992–1994)
- генерал-лейтенант Мальцев Леонід Семенович (1994 — 1995)
- генерал-лейтенант Чумаков Олександр Петрович (1995 — 1996)
- генерал-лейтенант Козлов Михайло Федорович(інші мови) (1997–2001)

## Начальники Генерального штабу
- генерал-майор Гурульов Сергій Петрович[be] (2001–2009)
- генерал-майор Тихоновський Петро Миколайович[be] (2009 — 2014)
- генерал-майор Бєлоконєв Олег Олексійович[be] (2014—2019)[1]
- генерал-майор Вольфович Олександр Григорович (2020—2021)
- генерал-майор Гулевич Віктор Володимирович (2021—2024)
- генерал-майор Муравейко Павло Миколайович[be] (з 2024 р.)[2]